# Vellemoz
Vellemoz ist eine Gemeinde im französischen Département Haute-Saône in der Region Bourgogne-Franche-Comté.

## Geographie
Vellemoz liegt auf einer Höhe von 225 m über dem Meeresspiegel, sieben Kilometer nördlich von Gy und etwa 32 Kilometer nordwestlich der Stadt Besançon (Luftlinie). Das Dorf erstreckt sich im Südwesten des Départements, im Saônebecken in der breiten Niederung der Petite Morthe, am Nordrand der Petits Bois de Gy.
Die Fläche des 4,20 km² großen Gemeindegebiets umfasst einen Abschnitt der leicht gewellten Landschaft südöstlich der Saône. Von Osten nach Westen wird das Gebiet von der breiten Niederung der Petite Morte durchquert, welche für die Entwässerung über den Cabri zur Morte sorgt. Die fruchtbaren Alluvialböden werden überwiegend landwirtschaftlich genutzt. Südlich der Niederung reicht der Gemeindeboden bis an den Rand der Petits Bois de Gy. Nach Norden erstreckt sich das Gebiet auf das Plateau des Bois de Saint-Gand, das geologisch zum Saônebecken zählt und aus tertiären Ablagerungen aufgebaut ist. Es liegt durchschnittlich auf 240 m. Mit 254 m wird auf der Anhöhe bei Les Blancs die höchste Erhebung von Vellemoz erreicht.
Nachbargemeinden von Vellemoz sind Sainte-Reine im Norden, La Chapelle-Saint-Quillain im Osten, Angirey im Süden sowie Igny im Westen.

## Geschichte
Das Gemeindegebiet wird von der Römerstraße durchquert, die von Besançon nach Langres führte. Im Mittelalter gehörte Vellemoz zur Freigrafschaft Burgund und darin zum Gebiet des Bailliage d’Amont. Die lokale Herrschaft hatten stets die Herren von Igny inne. 1584 strengten die Herren von Oiselay einen Prozess an, um Vellemoz in ihre Herrschaft einzugliedern, was allerdings erfolglos endete. Zusammen mit der Franche-Comté gelangte das Dorf mit dem Frieden von Nimwegen 1678 definitiv an Frankreich. Seit 2007 ist Vellemoz Mitglied des 20 Ortschaften umfassenden Gemeindeverbandes Communauté de communes des Monts de Gy. Das Dorf besitzt keine eigene Kirche, es gehört zur Pfarrgemeinde Igny.

## Sehenswürdigkeiten
Das überdachte Lavoir, das einst als Waschhaus und Viehtränke diente, wurde im 19. Jahrhundert errichtet. Davor steht ein Brunnen mit Statue. Die Mühle, die mit dem Wasser der Petite Morte betrieben wurde, geht ursprünglich auf das 13. Jahrhundert zurück, wurde aber im 19. Jahrhundert neu erbaut.

## Bevölkerung
| Jahr                       | 1962 | 1968 | 1975 | 1982 | 1990 | 1999 |
| Einwohner                  | 112  | 92   | 82   | 73   | 87   | 88   |
| Quellen: Cassini und INSEE |      |      |      |      |      |      |

Mit 87 Einwohnern (1. Januar 2022) gehört Vellemoz zu den kleinsten Gemeinden des Département Haute-Saône. Nachdem die Einwohnerzahl in der ersten Hälfte des 20. Jahrhunderts deutlich abgenommen hatte (1881 wurden noch 209 Personen gezählt), wurde seit Beginn der 1980er Jahre wieder ein leichtes Bevölkerungswachstum verzeichnet.

## Wirtschaft und Infrastruktur
Vellemoz war bis weit ins 20. Jahrhundert hinein ein vorwiegend durch die Landwirtschaft (Ackerbau, Obstbau und Viehzucht) und die Forstwirtschaft geprägtes Dorf. Außerhalb des primären Sektors gibt es nur wenige Arbeitsplätze im Dorf. Einige Erwerbstätige sind auch Wegpendler, die in den größeren Ortschaften der Umgebung ihrer Arbeit nachgehen.
Der Ort liegt abseits der größeren Durchgangsachsen an einer Departementsstraße, die von Gray nach La Chapelle-Saint-Quillain führt. Weitere Straßenverbindungen bestehen mit Igny und Sainte-Reine.